# 激情論
「激情論」（げきじょうろん）は、ZAQの楽曲で、3枚目のシングル。2013年8月21日にLantisから発売された。前作「Alteration」から7ヶ月ぶりのリリースとなる2013年2作目のシングル。初回盤のみ、表題曲のミュージック・ビデオと、そのメイキング映像を収録したDVD付き。

## 収録内容

### CD
- 全曲、作詞・作曲・編曲：ZAQ

1. 激情論 [4:17]
  - テレビアニメ『ハイスクールD×D NEW 停止教室のヴァンパイア』オープニングテーマ[1]
2. 独夜論 -hitoyagoto- [4:49]
3. Shout to the top [3:33]
4. 激情論（off vocal）

### 初回盤付属DVD
1. 激情論 Music Video
2. Making of 激情論 Music Video -BLACK SIDE-
3. Making of 激情論 Music Video -WHITE SIDE-